# Castello di Treville
Il castello di Treville era un fortilizio medievale che si trovava a Treville, attuale frazione di Castelfranco Veneto.

## Storia
Il castello fu eretto nel corso dell'XI secolo e faceva parte dei possedimenti dei Camposampiero. Era questa una famiglia feudale di parte guelfa la quale, estendendo i propri beni sia nel territorio di Padova che in quello di Treviso, prese parte alla vita politica di entrambi i comuni.
Il castello fu coinvolto nelle guerre condotte da Ezzelino III da Romano che, in quanto ghibellino, era nemico dei Camposampiero. In questo periodo offrì rifugio a Guglielmo I da Camposampiero il quale, dopo alterne vicende, finì per consegnarlo al "Tiranno" (1245). Nel 1261, dopo la caduta di Ezzelino, fu riscattato da Tiso VII da Camposampiero.
Dopo la divisione dei feudi tra Tiso IX e Guglielmo III, il castello divenne la residenza abituale di quest'ultimo. Fu però oggetto di rivendicazioni da parte di Tiso IX, che lo occupò nel 1327, restituendolo poco dopo per ordine di Mastino II della Scala.
Dopo la morte di Guglielmo III, il 26 agosto 1343 la Serenissima ordinò al podestà veneziano di Treviso, Pietro Canal, di demolire il fortilizio, temendo che potesse essere riutilizzato da un'alleanza scaligero-carrarese.

## Edificio
La costruzione si trovava a ovest della chiesa parrocchiale di Treville dove esiste ancora il rialzo su cui sorgeva, costituito da una motta a forma di tronco di cono e da un vicino terrapieno. Sul manufatto, oggi di proprietà privata, doveva sorgere il dongione in cui risiedeva il gastaldo che custodiva la fortezza per conto dei Camposampiero.